# Michalina Tuśkiewicz
Michalina Tuśkiewicz z domu Sudyka (ur. 21 września 1921 w Kozłówku, zm. 7 kwietnia 2011 w East Hartford) – polska Sprawiedliwa wśród Narodów Świata.

## Życiorys
Przed okupacją niemiecką Tuśkiewicz mieszkała z rodzicami Władysławem Sudyką i Józefą z domu Szetela oraz bratem Stanisławem i siostrą Heleną w Kozłówku koło Rzeszowa. We wrześniu 1939 r. Michalina Tuśkiewicz przebywała w klasztorze jako nowicjatka. Klasztor został zlikwidowany przez okupanta, zatem Tuśkiewicz wróciła do rodziny we wsi Kozłówek. Ze względów finansowych zaczęła handlować na czarnym rynku. W 1942 r. zaczęła zabierać żywność do Borysławia i przywozić rzeczy, które kupiła od Żydów. W ten sposób w 1942 r. zaprzyjaźniła się z Żydówką Heleną Górecką, która starała się znaleźć polską rodzinę, która zaopiekowałaby się jej synem Marianem (ur. 1940). Tuśkiewicz zgodziła się zająć chłopcem i 15 sierpnia 1942 r. Górecka przekazała jej swoje dziecko. Przez pierwszy rok chłopiec był ukrywany u rodziców Tuśkiewicz w Kozłówku jako nieślubne dziecko Michaliny, jednak razem z podejrzeniami sąsiadów o żydowskie pochodzenie chłopca i zagrożenie dekonspiracją, Tuśkiewicz postanowiła wrócić do Borysławia i zwrócić dziecko przebywającej tam jego matce. Zaaresztowana na dworcu w Borysławiu po trzech dniach została uwolniona dzięki dokumentom, które dostała od Góreckiej, w których było napisane, że Marian został ochrzczony i obrzezany ze względów zdrowotnych. Następnie Tuśkiewicz znalazła drogę do kryjówki Góreckiej, gdzie przebywała przez trzy tygodnie. W międzyczasie Górecka skontaktowała się ze swoimi znajomymi w Warszawie, do których Tuśkiewicz miała się zwrócić o pomoc. Tuśkiewicz dotarła z dzieckiem do podwarszawskiej wsi Radość i pozostała tam z Marianem do wyzwolenia. Tuśkiewicz opiekowała się samotnie Grójeckim do 1945 r. Spędziwszy później 4 lata u Góreckich w Prudniku na Śląsku wyemigrowała w 1958 r. do USA. Tam związała się z polskim emigrantem Walterem Tuśkiewiczem i mieszkała w East Hartford. Utrzymywała bliski kontakt z Marianem do swojej śmierci w 2011 r.
Uratowany Marian Górecki został później profesorem biolchemii Instytutu Weizmanna w Rechowot w Izraelu.
18 lutego 1982 r. Jad Waszem uznał Michalinę Tuśkiewicz za Sprawiedliwą wśród Narodów Świata.

## Odwołania w kulturze
W 2012 r. powstał film dokumentalny Hela’s luck reżyserii Thomasa Taubmanna zawierający wywiad z Helą Gerstern (dawniej Grójecką) opowiadającej Marianowi Góreckiemu historię pomocy udzielonej przez Michalinę Tuśkiewicz.